# Lorenzo Respighi

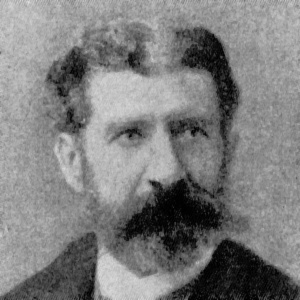
Lorenzo Respighi

Lorenzo Respighi (* 7. Oktober 1824 in Cortemaggiore in der Provinz Piacenza; † 10. Dezember 1889 in Rom) war ein italienischer Astronom und Direktor der Sternwarten in Bologne und Rom.

## Leben
Respighi war ein Sohn von Luigi Respighi und dessen Frau Giuseppina Rossetti. Er studierte zunächst Mathematik und Naturphilosophie an der Universität Parma und anschließend an der Universität Bologna, wo er 1847 seinen Abschluss lateinisch ad honorem erlangte. 1849 wurde er dort als Vertreter auf den Lehrstuhl für rationale Mechanik und Hydraulik berufen, zwei Jahre später zum Professor für Optik und Astronomie und schließlich 1855 zum Direktor der Sternwarte von Bologna ernannt. Hier führte er zahlreiche Beobachtungen durch, wobei er Zwischen 1855 und 1864 in Bologna drei Kometen (1862 IV, 1863 II und 1863 V), sowie zeitgleich mit Ernst Wilhelm Leberecht Tempel C/1864 N1 (Tempel) entdeckte und einige bedeutende Arbeiten in den Bereichen Meteorologie und Astronomie verfasste, ehe er nach Rom übersiedelte. Dem Wechsel war eine Aufforderung der italienische Regierung vorausgegangen, die seit fünf Jahren in Bologna regierte, die die hiesigen Professoren zu einem Unterwerfungseid unter die Herrschaft von Viktor Emanuel II. drängen sollte. Respighi und zwei seiner Kollegen, die Mathematiker Domenico Chelini und Quirico Filopanti, lehnten dies ab und er musste seinen Lehrstuhl und die Leitung des Observatoriums aufgeben. Rom stand hingegen weiterhin unter der Herrschaft des Papstes und der erhielt unter der Leitung von Ignazio Calandrelli  eine Anstellung als Astronom am Observatorium des Kapitols. Er wurde nach Calandrellis Tod (12. Februar 1866) dessen Nachfolger als Direktor der Sternwarte, welches Amt er bis kurz vor zu seinem Tod bekleidete, und als Professor auf den Lehrstuhl für Astronomie an der Universität Sapienza. 1866 machte er wichtige Beobachtungen am Mondkrater Linné und begann in den Jahren 1867 und 1868 seine Studien zum Funkeln von Sternen. Im Oktober 1869 machte er die ersten spektroskopischen Beobachtungen am Rand der Sonne.
Rom viel 1870 ebenfalls unter den Einfluss der italienischen Regierung und Respighi sah sich im Oktober 1871 erneut mit der Frage konfrontiert, einen Unterwerfungseid leisten zu müssen. Im Dezember 1871 erhielt er von der britischen Regierung eine Einladung, sich an einer Expedition nach Poodocottah in Hindustan (Indien), zur dort erwarteten Sonnenfinsternis teilzunehmen. Sein überregionales Ansehen, das durch diese Einladung bekräftigt wurde,  führte dazu, dass der italienische Bildungsminister ihm eine Summe zur Deckung der Reisekosten anbot. Respighi erklärte sich nur dann dazu bereit an der wichtigen Expedition teilzunehmen, wenn die Regierung ihn von der Verpflichtung den Eid abzulegen befreite. Über seine Erkenntnisse bei der Sonnenfinsternis vom 12. Dezember 1871 berichtete er anschließend in der Zeitschrift Nature.

## Wirken
Respighis ersten Veröffentlichungen waren hauptsächlich meteorologischer Natur. Spätere Arbeiten beziehen sich hauptsächlich auf physische Astronomie, Scintillation, Spektren der Sterne und der Korona, Protuberanzen der Sonne, deren systematische spektroskopische Beobachtung er 1868 begann; auch hat er aus Beobachtungen in den Jahren 1875 bis 1881 einen Katalog von 2.534 Sternen 1. bis 6. Größe auf der nördlichen Halbkugel zusammengestellt. Zudem konnte er durch seine über Jahre hinweg aufgezeichnete Sonnenstatistik einen Zusammenhang zwischen Sonnenflecken und Protuberanzen enthüllen und so wichtige Beiträge zur Vervollständigung der Kenntnisse über die Vorgänge auf der Sonne gewinnen. Respighi war Mitglied in mehreren gelehrten Gesellschaften, so beispielsweise in der Astronomischen Gesellschaft oder der Royal Astronomical Society (8. November 1872), und veröffentlichte zahlreiche Beiträge in deren Publikationen. Respighis wissenschaftliche Arbeiten wurde größtenteils in den Zeitschriften des Istituto di Bologna, der Accademia dei Nuovi Lincei und der Accademia dei Lincei veröffentlicht.

## Ehrungen (Auswahl)
Nach Respighi benannt wurden:
- Der Mondkrater Respighi
- Der Asteroid (16930) Respighi

Ritterkreuz
- 1877: Ritter des Zivilordens von Savoyen unter der Bedingung der Eidablage. Den Eid verweigerte er erneut und schickte das ihm bereits zugesandte Kreuz zurück.

## Schriften (Auswahl)
- Sopra alcuni straordinari fenomeni osservati nelle occultazioni delle stelle sotto il disco della luna. Memoria. In: Memorie della Accademia delle scienze dell’Istituto di Bologna. Band 2. Tip. Gamberini e Parmeggiani, Bologna 1861, S. 301–330 (italienisch, Textarchiv – Internet Archive).
- Notizie sul clima bolognese dedotte dalle osservazioni meteorologiche fatte nell'osservatorio della p. universita nel quarantacinquennio 1814–1858. Memoria II. In: Memorie della Accademia delle scienze dell’Istituto di Bologna. Band 2. Tip. Gamberini e Parmeggiani, Bologna 1861, S. 421–549 (italienisch, Textarchiv – Internet Archive).
- Sulle osservazioni spettroscopiche del bordo e delle protuberanze solari fatte all’ Osservatorio della Universita’ romana sul Campidoglio … Rom 1870 (archive.org).
- Observations of the Aurora Borealis of February 4 & 5, 1872. In: Nature. Band 5, Nr. 130, 25. April 1872, S. 511–512 doi:10.1038/005511a0.
- Sulle osservazioni spettroscopiche del bordo e delle protuberanze solari. Salvucci, Rom 1875.
- Sulle osservazioni spettroscopiche del bordo e delle protuberanze solari fatte al r. osservatorio del Campidoglio. Salvucci, Rom 1877.